# 태양의 왕자 호루스의 대모험
태양의 왕자 호루스의 대모험(太陽の王子 ホルスの大冒険)은 작은 스칸디나비아 왕자 또는 작고 용맹스런 스칸디나비아 왕자 라는 이름으로 알려지기도 했던 애니메이션 영화이다. 도에이 동화에서 1968년에 개봉하였다. 감독은 타카하타 이사오(高畑勲)이었고, 미야자키 하야오(宮崎駿), 오추카 야수오, 코타베 요이치, 그리고 모리 야수지가 애니메이터로 이 영화에 참여하였고, 많은 디자인과 이야기에 관한 아이디어, 그리고 스토리보드를 제공하였다.

## 줄거리
"은빛 늑대" 일당을 싸워서 물리치려고 애쓰는 동안에, 어린 호루스는 모구에 또는 록코아르 라는 이름의 고대 돌 거인을 깨우고 만다. 호루스는 거인의 어깨에서 가시를 빼내는 데 성공한다. 그 가시는 녹색 빛을 발하고 고대의 검으로 변한다. 거인은 그것이 "태양의 검"이라고 주장하고, 그 검을 다시 만들어야 할 때가 되면 자신이 "태양의 왕자"라고 일컬어질 호루스에게 올 것이라고 약속한다.
호루스의 아버지는 돌아가시면서, 호루스의 가족은 원래 북쪽 해안의 마을에서 살았으나 사악한 마법사인 그룬왈도가 나타나 그 마을을 아무도 살지 못하게 만들어 버리는 바람에 그곳을 떠나왔다는 사실을 알려준다. 호루스의 가족은 그 마을에서 유일하게 살아남은 사람들이었다는 것이다. 죽기 전에, 호루스의 아버지는 아들에게 다시 마을로 돌아가서 사악한 마법사를 물리치라는 유언을 남긴다.
마을로 돌아가는 길에, 호루스와 그의 동료들은, 그룬왈도가 보낸 코로 라는 이름의 곰과 맞닥뜨리게 된다. 그룬왈도는 호루스가 자신을 섬기지 않겠다고 하자 호루스를 벼랑에서 밀어버린다. 벼랑 밑으로 떨어졌지만 호루스는 근처 마을에 사는 주민의 도움으로 구조된다.그 마을은 물고기를 잡아서 생계를 유지하는 어촌이었고, 그곳에서 호루스는 그 마을을 위협하는 존재인 거대한 물고기를 죽임으로써 영웅의 면모를 드러낸다.
그 물고기는 그룬왈도가 만든 것이었다. 물고기가 죽자, 그룬왈도는 은빛 늑대들을 동원해서 마을을 공격한다. 싸우는 중에, 호루스와 코로는 늑대를 뒤쫓아가다가 폐허가 된 마을에서 신비한 소녀인 '힐다'를 만난다. 호루스는 힐다를 데리고 마을로 돌아오고, 그녀의 아름다운 노래소리에 마을 주민들은 그녀를 반갑게 맞이한다. 그러나 마을의 우두머리는 호루스가 누리는 인기에 갈수록 노여워한다. 그러자 그룬왈도의 스파이인 드라고는, 마을의 우두머리를 대신해서 호루스를 공격하겠다고 나선다. 신비로운 소녀인 힐다는 사실 그룬왈도의 여자 형제로서 그의 악한 힘에 지배받고 있었다. 그녀는 결국 드라고와 힘을 합쳐 쥐 떼를 이용해 마을을 공격한다. 드라고는 계략을 써서 호루스가 마을의 우두머리를 돕고자 한 일을 잘못되게 만들고, 마을 사람들은 호루스를 마을에서 내쫓는다.
호루스는 그룬왈도의 추격에서 벗어나지만, 힐다와 맞닥뜨리고, 힐다는 그룬왈도에게 올빼미를 보내 소식을 전한다. 힐다는 호루스가 그녀의 진짜 정체를 밝혀내자 갑자기 호루스를 공격하고, 호루스는 나무가 마법에 걸려서 생긴 함정에 빠진다. 그 함정 안에서 호루스는 마을사람들과 아버지가 등장하는 환상에 빠져든다. 그룬왈도는 호루스를 죽이기 위해, 호루스를 죽이고 싶어하지 않는 힐다를 보낸다. 그리고 늑대 떼와 거대한 얼음 맘모스를 동원해서 마을을 공격한다.
호루스는 그가 그룬왈도를 이기기 위해서는 검을 다시 되찾아야만 한다는 사실을 깨달았을 때, 요술에 걸린 숲에서 탈출할 수 있었다. 호루스는 힐다와 짧은 전투를 치르고, 마을 사람들에게 함께 그룬왈도와 싸운다. 호루스와 싸운 후에, 힐다는 그룬왈도의 계획에 말려든 것을 후회한다.호루스는 태양의 검을 되찾고, 돌 거인 모구에와 만난다. 그들은 함께 그룬왈도를 물리친다. 힐다는 "생명의 메달"을 호루스에게 주고, 그 메달이 없어도 자신이 살 수 있음을 깨닫는다. 결국 힐다는 호루스 그리고 마을 사람들과 함께 살게 된다.